# Kościół Chrystusowy w Kongo
Kościół Chrystusowy w Kongo (fr. Église du Christ au Congo) – stowarzyszenie 64 kościołów protestanckich w Demokratycznej Republice Konga, podzielone na 11 prowincji. Jest często nazywany po prostu Kościołem protestanckim, ponieważ jednoczy większość protestantów w kraju. Przewodniczącym kościoła jest Bodho Marini, który jest także przewodniczącym kongijskiego senatu. Kościół Chrystusowy w Kongo liczy 25,5 miliona wiernych, w 320,1 tys. parafiach.
Wśród kościołów członkowskich znajdują się takie wyznania jak: Bracia plymuccy, baptyści, mennonici, zielonoświątkowcy, Kościoły Chrystusowe, anglikanie, kalwini, luteranie i metodyści.
Jednym z ważniejszych kościołów członkowskich jest Wspólnota Baptystyczna Rzeki Kongo, która liczy 1 104 000 wiernych w 2601 kościołach.